# Гадсдън (окръг, Флорида)
Окръг Гадсдън (на английски: Gadsden County) е окръг в щата Флорида, Съединени американски щати. Площта му е 1368 km², а населението - 45 087 души (2000). Административен център е град Куинси.